# اچ‌ام‌اس بنگور (جی۰۰)
اچ‌ام‌اس بنگور (جی۰۰) (به انگلیسی: HMS Bangor (J00)) یک کشتی است که طول آن ۱۶۲ فوت (۴۹٫۴ متر) می‌باشد. این کشتی در سال ۱۹۴۰ ساخته شد.